# Niklas Dorsch
Niklas Bernd Dorsch (* 15. Januar 1998 in Lichtenfels) ist ein deutscher Fußballspieler. Der defensive Mittelfeldspieler und mehrfache Junioren-Nationalspieler steht beim Bundesligisten 1. FC Heidenheim unter Vertrag.

## Karriere

### Vereine

#### Anfänge
Dorsch begann vierjährig in Baiersdorf beim in der Gemeinde Altenkunstadt im Landkreis Lichtenfels ortsansässigen 1. FC Baiersdorf mit dem Fußballspielen. Von 2006 bis 2009 besuchte er die Deutsch-Tschechische Fußballschule in Rehau, bevor er in die Jugendabteilung des 1. FC Nürnberg wechselte. Drei Jahre später wurde er vom FC Bayern München verpflichtet und rückte im Sommer 2015 als 17-Jähriger in den Kader der zweiten Mannschaft auf, kam aber nach auskuriertem Wadenbeinbruch zunächst bei der U19 in der A-Junioren-Bundesliga zum Einsatz. Am 5. März 2016 debütierte er für die zweite Mannschaft in der viertklassigen Regionalliga Bayern bei der 0:1-Niederlage im Auswärtsspiel gegen Wacker Burghausen. Nach sechs Punktspielen in seiner Premierensaison kam er in der Folgesaison in 24 Punktspielen zum Einsatz und erzielte drei Tore.

#### Wechsel zum FC Bayern
Im September 2015 unterzeichnete er einen vom 1. Juli 2016 bis 30. Juni 2018 laufenden Lizenzspielervertrag beim FC Bayern München. Nachdem Dorsch bereits 2016 bei einem Pokalspiel und 2017 bei einem Champions-League-Gruppenspiel der ersten Mannschaft auf der Reservebank gesessen hatte, debütierte er am 28. April 2018 beim 4:1-Heimsieg gegen Eintracht Frankfurt in der Bundesliga, als Trainer Jupp Heynckes bei dem für den FC Bayern nach der bereits gewonnenen Meisterschaft eher bedeutungslosen Spiel im Hinblick auf das drei Tage später anstehende Rückspiel des Champions-League-Halbfinales bei Real Madrid zahlreiche Stammspieler schonte. Dorsch stand in der Startelf und erzielte den 1:0-Führungstreffer.

#### Wechsel nach Heidenheim
Zur Saison 2018/19 verpflichtete ihn der Zweitligist 1. FC Heidenheim. Dort entwickelte sich Dorsch direkt zum Leistungsträger im defensiven Mittelfeld und kam in seiner ersten Saison auf 30 Einsätze in der 2. Bundesliga. Nach einem fünften Platz des FCH in dieser Saison erreichte er mit dem Verein in der Folgesaison die Teilnahme an der Aufstiegsrelegation in die Bundesliga. In dieser scheiterte der FC Heidenheim jedoch am Bundesligisten Werder Bremen.

#### Ein Jahr in Belgien
Zur Saison 2020/21 wechselte Dorsch zum belgischen Erstligisten KAA Gent. Dort unterschrieb er einen Vertrag mit einer Laufzeit von vier Jahren. In seiner ersten Saison bestritt er für Gent 33 von 40 möglichen Ligaspielen, in denen er drei Tore schoss, sowie acht Europapokal-Spiele einschließlich Qualifikation mit einem Tor und zwei Pokalspiele.

#### Wechsel nach Augsburg
Zur Saison 2021/22 wechselte er zum FC Augsburg und unterschrieb dort einen bis zum 30. Juni 2026 gültigen Vertrag. Dort kam er in seiner ersten Saison auf 30 Bundesligaeinsätze, ehe er die Hinrunde der Saison 2022/23 wegen eines Mittelfußbruchs fast komplett verpasste.

#### Rückkehr zum 1. FC Heidenheim
Zur Spielzeit 2024/25 wechselte Dorsch innerhalb der Bundesliga zum 1. FC Heidenheim, wo er einen Vertrag bis 2028 erhielt.

### Nationalmannschaft
Dorsch kam am 9. November 2012 zu einem Einsatz für die U15-Nationalmannschaft, die in Ingelheim das Testspiel gegen die Auswahl Südkoreas mit 1:0 gewann. Ab 2014 spielte er in der U17-Nationalmannschaft, für die er insgesamt 15 Länderspiele absolvierte. Er nahm an der U17-Europameisterschaft im Mai 2015 in Bulgarien teil, zog sich aber bereits beim ersten Gruppenspiel gegen Belgien einen Wadenbeinbruch zu und musste die Heimreise antreten. Im Oktober 2015 nahm er an der U17-Weltmeisterschaft in Chile teil, bestritt alle vier Turnierspiele und schied mit der Mannschaft im Achtelfinale gegen Kroatien aus. 2016 spielte Dorsch zweimal für die U19-Auswahl.
Am 12. Oktober 2018 debütierte er in der U20-Nationalmannschaft, die in Meppen das Testspiel gegen die U20-Nationalmannschaft der Niederlande mit 1:1-Unentschieden beendete.  Sein Debüt für die U21-Nationalmannschaft am 5. September 2019 beim 2:0-Sieg über die Nationalmannschaft Griechenlands währte 45 Minuten lang, dabei gelang ihm 13 Minuten nach seiner Einwechslung für Mats Köhlert das Tor zum Endstand. Bei der U21-Europameisterschaft 2021 kam er als Stammspieler 5-mal zum Einsatz und wurde U21-Europameister.
Anfang Juli 2021 wurde Dorsch von Stefan Kuntz in den Kader der deutschen Olympiaauswahl für das Fußballturnier der Olympischen Sommerspiele 2021 berufen. Kurz nach der Nominierung wechselte Dorsch zum FC Augsburg und verzichtete auf die Teilnahme, um die Saisonvorbereitung mit seinem neuen Verein zu absolvieren.

## Erfolge
- U21-Europameister 2021
- Deutscher Meister 2018 (mit dem FC Bayern München)
- U-17-Vizeeuropameister 2015

## Auszeichnungen
- Preisträger der Fritz-Walter-Medaille 2015 in Silber (U17)